# Callum Lawson
Callum Reese Lawson (Coventry, 27 de febrero de 1996) es un jugador inglés de baloncesto. Actualmente juega en el Crailsheim Merlins de la ProA, la segunda competición de liga alemana. 

## Trayectoria
Callum Lawson jugó la liga universitaria de los Estados Unidos con la Universidad Cristiana de Arizona de la NAIA.
Debutó como profesional en 2019 con el Umeå de la Svenska basketligan sueca.
El 2 de enero de 2020 fichó por el equipo islandés del Keflavík. Jugó 10 partidos, promediando 12,4 puntos y 3,2 rebotes por partido.
El 28 de abril de 2020 ficha por el Þór Þorlákshöfn de la misma liga islandesa.

### Selección nacional
En septiembre de 2022 disputó con el combinado absoluto británico el EuroBasket 2022, finalizando en vigesimocuarta posición.